# Leslie Bovee
Leslie Bovee (née le 1er mai 1949 à Bend, Oregon) est une actrice de films pornographiques américaine.

## Biographie
Leslie est une "Legends of Porn"[Quoi ?] et pionnière de la pornographie (1975-1984). La sensuelle Leslie Bovée est l'exemple de la femme libérée des années 70 sans timidité et culpabilité.
Elle a joué avec Vanessa del Rio, John C. Holmes, Gloria Leonard, Annette Haven...

### Récompenses
- AVN Hall of Fame
- XRCO Hall of Fame

## Filmographie sélective
- Leslie Bovee Collection (2004)
- With Love Annette
- Legends of Porn (Metro) (1987)
- Lesllie Bovee's Fantasies (1982)
- Double Pleasure (1982)
- Blue Ecstasy (1980)
- Misbehavin' (1979)
- The Senator's Daughter (1978)
- Take Off (1978)
- SexWorld (1978)
- Sensual Encounters of Every Kind (1978)
- Maraschino Cherry (1978)
- Too Young to Care (1978)
- Hot Skin (1977)
- Eruption (1977)
- A Coming of Angels (1977)
- C.B. Mamas (1976)
- Baby Rosemary (1976)
- Carnal Haven (1975)